# トッド・クルーズ
トッド・ルーベン・クルーズ（Todd Ruben Cruz、1955年11月23日 - 2008年9月2日）は、アメリカ合衆国・ミシガン州ハイランドパーク出身のMLBでプレーしたプロ野球選手（内野手）。右投右打。

## 経歴

### プロ入りまで
メキシコ系アメリカ人のため、デトロイト都市圏の中にあるハイランドパークで生まれ、メキシカンタウンで育った。
その後、デトロイトにある高校へ進学し、1973年6月のドラフト会議で2巡目（全体26位）でフィラデルフィア・フィリーズに指名され、プロ入りを果たす。

### フィリーズ時代
プロ入り後はなかなかメジャーリーグに上がれず、上がることができたのはプロ入りしてから5年後の1978年になる。
昇格後も、当時のフィリーズの遊撃手にはラリー・ボーワが定着していたため、3試合しか出られなかった。

### ロイヤルズ時代
結局フィリーズでは出場機会を得ることができず、1979年4月3日にダグ・バードとの交換トレードによりカンザスシティ・ロイヤルズへ移籍した。
ロイヤルズには外野手が多く、また遊撃手にはレギュラーのU.L.ワシントンがいたため、ロイヤルズでも出場機会に恵まれなかった。

### エンゼルス時代
同年12月6日に、一塁手をロイヤルズが求めたためウィリー・エイキンズとランス・マリニクスとの交換トレードによりアル・コーウェンズとクレイグ・イートンと共にカリフォルニア・エンゼルスへ移籍した。

### ホワイトソックス時代
1980年6月12日に、ランディー・スカベリーとの交換トレードによりシカゴ・ホワイトソックスへ移籍した。
1981年、試合で遊撃手をしている際に怪我をしてしまいシーズンを棒に振る。

### マリナーズ時代
同年12月11日に打率を残せる打者をホワイトソックスが求めたためトム・パチョレックとの交換トレードによりロッド・アレンとジム・エシアンと共にシアトル・マリナーズへ移籍した。
1982年には、自身のキャリアハイといえる成績（44得点、113安打、16本塁打、57打点）を残した。
1983年はシーズン中にルーキーのスパイク・オーウェンにレギュラーの座を取られてしまった。

### オリオールズ時代
1983年6月30日に金銭トレードでボルチモア・オリオールズに移籍した。翌日の7月1日に先発出場すると、満塁での二塁打や3ラン本塁打を放ち一試合で6打点の成果を上げる。この試合からこの町で成長するとともに優勝を先導する選手として、活動することになる。
オリオールズのワールドシリーズ制覇にはクルーズの守備がとても大きく貢献した。当時の監督のジョー・アルトベリはこの球団へクルーズの重要性を説明をしていた。
「最大の移動はシアトルからトッド・クルーズを獲得したときだ。GMのハンク・ピーターズはそこへのすばらしい移動を作ってくれた。レオ・ヘルナンデスは二塁へ球を投げるのがいささか遅く、守備範囲も浅かった。トッド・クルーズを獲得したとき、彼は遊撃手でプレーしていた。私たちは三塁へ彼をコンバートさせた。彼はすごく良い守備と速い打球を処理する技術を持っていた。彼は後半からはオリオールズの内野陣を定着させた。」
遊撃手のカル・リプケン・ジュニアはさらに彼を称賛している。
「途中加入の年に、私たちは三塁もカバーすることになっていた。しかしトッド・クルーズが三塁にやって来たとき、彼はすごく良い守備を遊撃手から三塁手にそのまま持ってきた。守備面ではオリオールズの投手陣に模範となるような守備だった。彼が三遊間へ強打された球を取り併殺に回すことにはとても助けになった。打撃面でもある試合では貢献していた。彼はポジションと違う場所で、守備をすることを可能としていた。私は若干三遊間の方へ付く必要はなくなった。実際のところ、今までの状況とは逆になった。もし引っ張って打つことがうまい打者が相手にいたなら、私はレフトまで彼の守備範囲はあると感じるはずです。彼はそれぐらいグラウンドをカバーすることができました。なので、私は自分のポジションと違うところを気にせず自分のポジションだけを守る事が出来ました。私は内野の左側をより多くカバーできると私たち二人共に思っていました、なぜなら彼がとても素晴らしい守備を持っていたからです」
クルーズはそれに加えて、リッチ・ダウアーとリック・デンプシーという打順の末端のチームメイトがいた事から三ばか大将という愛称がつけられた。デンプシーとダウアーが各々にモー・ハワードとラリー・ファインと名付けられた中、クルーズはカーリー・ハワードと名付けられた。1983年のアメリカンリーグチャンピオンシップシリーズで戦った相手は以前クルーズが所属していたホワイトソックスだった。また、1983年のワールドシリーズで戦った相手も以前所属していたフィリーズだった。
クルーズのMLBでのキャリアはオリオールズでのスプリングトレーニングで解雇された1985年3月29日に終わりを迎えた。オリオールズでのチームメイトだったゲイリー・レニキーはボルチモアでのクルーズの2シーズンについて話した。
「たとえ彼がいろんなチームでプレーしても、彼は常にオリオールズのことを考えていた。彼は外交的な性格を持っていて、皆にやさしさを保ち続けた。」

### 死
2008年9月2日にクルーズが住んでいたアリゾナ州にあるブルヘッドシティのプールで泳いでいた時に死亡した。享年52歳。居合わせた人の尽力とパラメディックの措置もむなしく生き返ることはなかった。原因は心臓発作だった。

## 詳細情報

### 年度別打撃成績
| 年 度    | 球 団    | 試 合 | 打 席 | 打 数 | 得 点 | 安 打 | 二 塁 打 | 三 塁 打 | 本 塁 打 | 塁 打 | 打 点 | 盗 塁 | 盗 塁 死 | 犠 打 | 犠 飛 | 四 球 | 敬 遠 | 死 球 | 三 振 | 併 殺 打 | 打 率 | 出 塁 率 | 長 打 率 | O P S |
| -------- | -------- | ----- | ----- | ----- | ----- | ----- | -------- | -------- | -------- | ----- | ----- | ----- | -------- | ----- | ----- | ----- | ----- | ----- | ----- | -------- | ----- | -------- | -------- | ----- |
| 1978     | PHI      | 3     | 4     | 4     | 0     | 2     | 0        | 0        | 0        | 2     | 2     | 0     | 1        | 0     | 0     | 0     | 0     | 0     | 0     | 0        | .500  | .500     | .500     | 1.000 |
| 1979     | KC       | 55    | 126   | 118   | 9     | 24    | 7        | 0        | 2        | 37    | 15    | 0     | 1        | 1     | 3     | 3     | 0     | 1     | 19    | 2        | .203  | .224     | .314     | .538  |
| 1980     | CAL      | 18    | 45    | 40    | 5     | 11    | 3        | 0        | 1        | 17    | 5     | 0     | 0        | 0     | 0     | 5     | 1     | 0     | 8     | 0        | .275  | .356     | .425     | .781  |
| 1980     | CWS      | 90    | 311   | 293   | 23    | 68    | 11       | 1        | 2        | 87    | 18    | 2     | 1        | 6     | 1     | 9     | 0     | 2     | 54    | 5        | .232  | .259     | .297     | .556  |
| '80計    | CWS      | 108   | 356   | 333   | 28    | 79    | 14       | 1        | 3        | 104   | 23    | 2     | 1        | 6     | 1     | 14    | 1     | 2     | 62    | 5        | .237  | .271     | .312     | .584  |
| 1982     | SEA      | 136   | 519   | 492   | 44    | 113   | 20       | 2        | 16       | 185   | 57    | 2     | 10       | 11    | 4     | 12    | 1     | 0     | 95    | 18       | .230  | .246     | .376     | .622  |
| 1983     | SEA      | 65    | 228   | 216   | 21    | 41    | 4        | 2        | 7        | 70    | 21    | 1     | 3        | 2     | 1     | 7     | 2     | 2     | 56    | 2        | .190  | .221     | .324     | .545  |
| 1983     | BAL      | 81    | 247   | 221   | 16    | 46    | 9        | 1        | 3        | 66    | 27    | 3     | 4        | 8     | 2     | 15    | 0     | 1     | 52    | 12       | .208  | .259     | .299     | .558  |
| '83計    | BAL      | 146   | 475   | 437   | 37    | 87    | 13       | 3        | 10       | 136   | 48    | 4     | 7        | 10    | 3     | 22    | 2     | 3     | 108   | 14       | .199  | .241     | .311     | .552  |
| 1984     | BAL      | 96    | 154   | 142   | 15    | 31    | 4        | 0        | 3        | 44    | 9     | 1     | 4        | 2     | 1     | 8     | 0     | 1     | 33    | 2        | .218  | .263     | .310     | .573  |
| MLB：6年 | MLB：6年 | 544   | 1634  | 1526  | 133   | 336   | 58       | 6        | 34       | 508   | 154   | 9     | 24       | 30    | 12    | 59    | 4     | 7     | 317   | 41       | .220  | .251     | .333     | .584  |

### 年度別投手成績
| 年 度    | 球 団    | 登 板 | 先 発 | 完 投 | 完 封 | 無 四 球 | 勝 利 | 敗 戦 | セ 丨 ブ | ホ 丨 ル ド | 勝 率 | 打 者 | 投 球 回 | 被 安 打 | 被 本 塁 打 | 与 四 球 | 敬 遠 | 与 死 球 | 奪 三 振 | 暴 投 | ボ 丨 ク | 失 点 | 自 責 点 | 防 御 率 | W H I P |
| -------- | -------- | ----- | ----- | ----- | ----- | -------- | ----- | ----- | -------- | ----------- | ----- | ----- | -------- | -------- | ----------- | -------- | ----- | -------- | -------- | ----- | -------- | ----- | -------- | -------- | ------- |
| 1984     | BAL      | 1     | 0     | 0     | 0     | 0        | 0     | 0     | 0        | --          | ----  | 3     | 1.0      | 0        | 0           | 0        | 0     | 0        | 0        | 0     | 0        | 0     | 0        | 0.00     | 0.00    |
| MLB：1年 | MLB：1年 | 1     | 0     | 0     | 0     | 0        | 0     | 0     | 0        | --          | ----  | 3     | 1.0      | 0        | 0           | 0        | 0     | 0        | 0        | 0     | 0        | 0     | 0        | 0.00     | 0.00    |

- 「-」は記録なし

### 年度別守備成績
投手守備
| 年 度 | 球 団 | 投手（P） | 投手（P） | 投手（P） | 投手（P） | 投手（P） | 投手（P） |
| 年 度 | 球 団 | 試 合     | 刺 殺     | 補 殺     | 失 策     | 併 殺     | 守 備 率  |
| ----- | ----- | --------- | --------- | --------- | --------- | --------- | --------- |
| 1984  | BAL   | 1         | 0         | 0         | 0         | 0         | ----      |
| MLB   | MLB   | 1         | 0         | 0         | 0         | 0         | ----      |

内野守備
| 年 度 | 球 団 | 二塁（2B） | 二塁（2B） | 二塁（2B） | 二塁（2B） | 二塁（2B） | 二塁（2B） | 三塁（3B） | 三塁（3B） | 三塁（3B） | 三塁（3B） | 三塁（3B） | 三塁（3B） | 遊撃（SS） | 遊撃（SS） | 遊撃（SS） | 遊撃（SS） | 遊撃（SS） | 遊撃（SS） |
| 年 度 | 球 団 | 試 合      | 刺 殺      | 補 殺      | 失 策      | 併 殺      | 守 備 率   | 試 合      | 刺 殺      | 補 殺      | 失 策      | 併 殺      | 守 備 率   | 試 合      | 刺 殺      | 補 殺      | 失 策      | 併 殺      | 守 備 率   |
| ----- | ----- | ---------- | ---------- | ---------- | ---------- | ---------- | ---------- | ---------- | ---------- | ---------- | ---------- | ---------- | ---------- | ---------- | ---------- | ---------- | ---------- | ---------- | ---------- |
| 1978  | PHI   | -          | -          | -          | -          | -          | -          | -          | -          | -          | -          | -          | -          | 2          | 1          | 6          | 0          | 0          | 1.000      |
| 1979  | KC    | -          | -          | -          | -          | -          | -          | 9          | 7          | 16         | 3          | 3          | .885       | 48         | 47         | 102        | 4          | 13         | .974       |
| 1980  | CAL   | 1          | 2          | 1          | 1          | 0          | .750       | 4          | 1          | 2          | 1          | 0          | .750       | 12         | 15         | 22         | 6          | 6          | .860       |
| 1980  | CWS   | -          | -          | -          | -          | -          | -          | -          | -          | -          | -          | -          | -          | 90         | 138        | 298        | 20         | 52         | .956       |
| '80計 | CWS   | 1          | 2          | 1          | 1          | 0          | .750       | 4          | 1          | 2          | 1          | 0          | .750       | 102        | 153        | 320        | 26         | 58         | .948       |
| 1982  | SEA   | -          | -          | -          | -          | -          | -          | -          | -          | -          | -          | -          | -          | 136        | 215        | 439        | 25         | 98         | .963       |
| 1983  | SEA   | -          | -          | -          | -          | -          | -          | -          | -          | -          | -          | -          | -          | 63         | 97         | 224        | 12         | 42         | .964       |
| 1983  | BAL   | 2          | 0          | 0          | 0          | 0          | ----       | 79         | 49         | 162        | 13         | 19         | .942       | -          | -          | -          | -          | -          | -          |
| '83計 | BAL   | 2          | 0          | 0          | 0          | 0          | ----       | 79         | 49         | 162        | 13         | 19         | .942       | 63         | 97         | 224        | 12         | 42         | .964       |
| 1984  | BAL   | -          | -          | -          | -          | -          | -          | 89         | 23         | 104        | 6          | 10         | .955       | -          | -          | -          | -          | -          | -          |
| MLB   | MLB   | 3          | 2          | 1          | 1          | 0          | .750       | 181        | 80         | 284        | 23         | 32         | .941       | 351        | 513        | 1091       | 67         | 211        | .960       |

左翼守備
| 年 度 | 球 団 | 左翼（LF） | 左翼（LF） | 左翼（LF） | 左翼（LF） | 左翼（LF） | 左翼（LF） |
| 年 度 | 球 団 | 試 合      | 刺 殺      | 補 殺      | 失 策      | 併 殺      | 守 備 率   |
| ----- | ----- | ---------- | ---------- | ---------- | ---------- | ---------- | ---------- |
| 1980  | CAL   | 1          | 0          | 0          | 0          | 0          | ----       |
| MLB   | MLB   | 1          | 0          | 0          | 0          | 0          | ----       |

- 各年度の太字はリーグ最高

### 背番号
- 16（1978年 - 同年途中）
- 48（1978年途中 - 同年終了）
- 7（1979年）
- 14（1980年 - 同年途中）
- 21（1980年途中 - 同年終了、1982年 - 1983年途中）
- 10（1983年途中 - 1984年）